# Christophe Willem

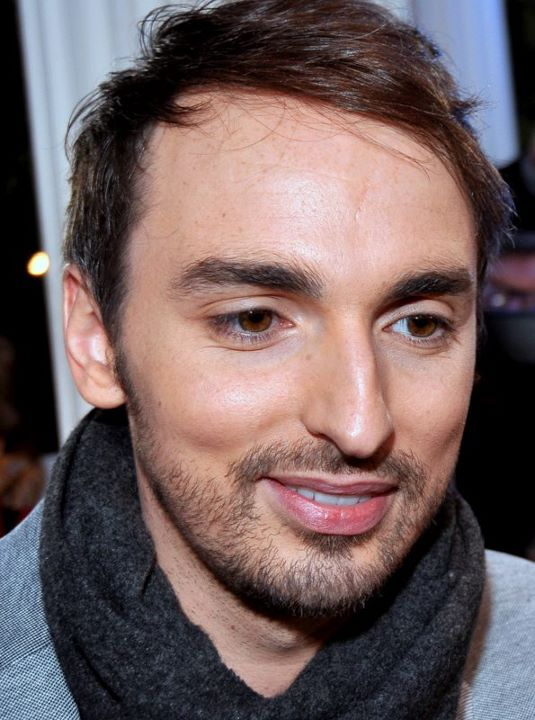

Christophe Willem, cuyo nombre era Christophe Durier (n. 3 de agosto de 1983 en Enghien-les-Bains, Francia), es un cantante francés, ganador de la cuarta edición de Nouvelle Star (versión francesa de Pop Idol) en 2006.

## Primera etapa
Willem ha pasado la mayor parte de su vida en Deuil-la-Barre (Val-d'Oise), donde sus padres crearon una escuela de conducción. De niño, se interesó por el patinaje artístico y el piano. Más tarde, aprendió a cantar como parte de un coro gospel llamado Young Voices. A la edad de catorce años, componía canciones.
Antes de decidirse a estudiar para profesor de economía y gestión, continuó la práctica de la música y en 2004 apareció en una película de Richard Anconina, Alive, donde desempeñó el papel de Henri, un joven con una voz de oro que, no obstante, no se considera adecuado para el papel principal en un musical. Willem no quiso proseguir su carrera cinematográfica y regresó a la universidad, donde estudió comunicación, compaginando sus estudios con empleos a tiempo parcial, tales como cuidador de niños y ayudante en un teatro.

## Triunfo enNouvelle Star
Impulsado por su familia y amigos, decidió participar en la edición 2006 de la Nouvelle Star: su primera prueba de rendimiento de «Strong Enough», canción de Des'ree, sorprendió a los jueces, que no esperaban una calidad de voz tal por parte de unchico de aspecto desgarbado. Apodado «La Tortue» (La Tortuga) por la juez Marianne James, Willem demostró ser un contendiente popular y, el 8 de junio, fue coronado el cuarto «Nouvelle Star».
Willem ha declarado que le gustaría grabar un dueto en su disco debut con el segundo lugar finalista Dominique Michalon. Por otra parte, ha colaborado con Tears for Fears, Lara Fabian y Murray Head (en la Night of the Proms Gira 2007).
Su primer álbum, Inventaire, fue lanzado el 16 de abril de 2007, mientras que el primer sencillo, «Élu produit de l'année», fue lanzado en marzo. El álbum Inventaire debutó en el nº 1 en las listas francesas y Willem ya ha vendido más de 363 000 discos (doble platino).

## Interpretaciones
- Primera audición: "Strong enough" (Des'ree)
- Otra audición: "Être à la hauteur" (Le Roi Soleil/Emmanuel Moire)
- Top 14: "Sunny" (Boney M)
- Top 14 redux: "Où sont les femmes" (Patrick Juvet)
- Top 10: "True Colors" (Cyndi Lauper)
- Top 9: "Ça plane pour moi" (Plastic Bertrand)
- Top 8: "I Am What I Am" (Gloria Gaynor)
- Top 7: "New York, New York" (Frank Sinatra)
- Top 6: "Goodbye Marilou" (Michel Polnareff), "I Will Always Love You" (Whitney Houston)
- Top 5: "My Heart Will Go On" (Céline Dion), "Stayin' Alive" (Bee Gees)
- Top 4: "Memory" - (Barbra Streisand), "I Want You Back" (The Jackson Five)
- Top 3: "I'm Still Standing" (Elton John), "Pour ne pas vivre seul" (Dalida)
- Top 2: "Born to Be Alive" (Patrick Hernandez), "La chanson des vieux amants" (Jacques Brel), "Last Dance" (Donna Summer)

## Discografía

### Álbumes
| Año  | Álbum                       | Fecha del lanzamiento   | Estadísticas | Estadísticas | Estadísticas | Estadísticas |
| Año  | Álbum                       | Fecha del lanzamiento   | FR           | FR (DD)      | BEL (WA)     | SWI          |
| ---- | --------------------------- | ----------------------- | ------------ | ------------ | ------------ | ------------ |
| 2007 | Inventaire                  | 16 de abril de 2007     | 1            | 1            | 1            | 7            |
| 2007 | Inventaire tout en acoustic | 23 de noviembre de 2007 | 22           | 6            | —            | —            |
| 2009 | Caféine                     | 25 de mayo de 2009      | 1            | 1            | 2            | 10           |

### Sencillos
| Año  | Sencillo                    | Fecha del lanzamiento | Estadísticas | Estadísticas | Estadísticas | Estadísticas | Álbum      |
| Año  | Sencillo                    | Fecha del lanzamiento | FR           | FR (DD)      | BEL (WA)     | SWI          | Álbum      |
| ---- | --------------------------- | --------------------- | ------------ | ------------ | ------------ | ------------ | ---------- |
| 2006 | "Sunny"                     | 7 de julio de 2006    | 3            | 2            | 9            | 17           | —          |
| 2007 | "Élu produit de l'année"    | 16 de marzo de 2007   | —            | 2            | 29           | —            | Inventaire |
| 2007 | "Double Je"                 | Mayo de 2007          | 1            | 1            | 1            | 21           | Inventaire |
| 2007 | "Jacques a dit"             | Octubre de 2007       | 4            | 7            | 1            | 35           | Inventaire |
| 2008 | "Quelle chance / September" | Abril de 2008         | 9            | —            | 24           | —            | Inventaire |
| 2009 | "Berlin"                    | 2009                  | —            | 5            | 8            | 57           | Caféine    |
| 2009 | "Plus que tout"             | 2009                  | -            | 2            | 6            | 53           | Caféine    |
| 2009 | "Heartbox"                  | 2009                  | -            | -            | -            | -            | Caféine    |

### DVD
- 2008: Fermeture pour rénovation (#1 en Francia)